# Aleksander Danilewicz
Alaksander Danilewicz (biał. Аляксандр Андрэеевіч Данілевіч, Alaksandr Andrejewicz Danilewicz; ur. w 1877 w Mołczadzi, zm. 10 października 1949 w Wilnie) – białoruski pedagog, matematyk, publicysta.

## Życiorys
Urodził się w 1877 roku w miasteczku Mołczadź, w powiecie słonimskim guberni grodzieńskiej Imperium Rosyjskiego. W 1896 roku skończył Świsłockie Seminarium Nauczycielskie. Studiował na Wydziale Fizyczno-Matematycznym Uniwersytetu Ludowego im. Szaniawskiego w Moskwie. W 1915 roku za udział w ruchu rewolucyjnym został zesłany do Wierchojańska w guberni irkuckiej. Jesienią 1917 roku przyjechał do Mińska. Pracował w pierwszych białoruskich instytucjach edukacyjnych. Publikował w gazetach Wolnaja Biełaruś (Wolna Białoruś), Biełaruski Szlach (Białoruska Droga), Zwon (Dzwon), Biełaruś (Białoruś), Biełaruskaje Żyćcio (Białoruskie Życie), czasopiśmie Ruń (Żniwo). Pisał artykuły na temat białoruskiej narodowej oświaty, organizacji białoruskiej szkoły. Od 1920 roku mieszkał na ziemiach północno-wschodnich II Rzeczypospolitej. Wykładał matematykę w Gimnazjum Białoruskim w Nowogródku oraz w  Gimnazjum Białoruskim w Wilnie. Opracował białoruskojęzyczną terminologię matematyczną. Był autorem podręcznika do matematyki w języku białoruskim. Po II wojnie światowej wykładał matematykę wyższą na wileńskich uczelniach. Zmarł 10 października 1949 roku w Wilnie. Pochowany został na cmentarzu prawosławnym w Wilnie.